# Інфільтрація (медицина)
Інфільтрація — це дифузія або накопичення (в тканині або клітинах) речовин (клітин, їх окремих структур) у кількості, що перевищує норму. Сукупно матеріал, накопичений в цих тканинах або клітинах, називається інфільтратом.

## Визначення інфільтрації
Як частина процесу захворювання, інфільтрація іноді використовується для визначення вторгнення ракових клітин в основний матрикс або кровоносні судини. Подібним чином цей термін може описувати відкладення амілоїдного білка. Під час екстравазації лейкоцитів білі кров'яні клітини рухаються у відповідь на цитокіни з крові в уражені або інфіковані тканини, зазвичай у тому ж напрямку, що й хімічний градієнт у процесі, який називається хемотаксисом. Наявність лімфоцитів у тканині у більшій, ніж нормальна кількість, також називається інфільтрацією.
Як частина медичного втручання місцеві анестетики можуть бути введені в кілька точок, щоб проникнути в ділянку проведення майбутньої хірургічної процедури. Однак цей термін також може застосовуватися до ненавмисного ятрогенного витоку рідини під час флеботомії або процедур внутрішньовенного введення ліків, процес, також відомий як екстравазація або англ. «tissuing».

## Причини
Інфільтрація може бути спричинена:
- Запальними захворюваннями різного генезу[3][4][5]
- Пункцією дистальної стінки вени під час венепункції
- «Проколюванням» будь-якої частини стінки вени шляхом механічного тертя від катетера/голкової канюлі
- Зміщенням катетера/голкової канюлі з інтими вени, що може бути наслідком погано закріпленого пристрою для внутрішньовенного введення або невідповідного вибору венозного місця для пункції.
- Невідповідність розміру канюлі або надмірна швидкість подачі рідини

## Ознаки та симптоми
Ознаки та симптоми інфільтрації включають:
- Запалення в місці введення або поблизу нього з набряклою, натягнутою шкірою з болем
- Зблідніння та прохолода шкіри навколо ділянки введення
- Волога або мокра пов'язки
- Сповільнена або зупинена інфузія
- Відсутність зворотного потоку крові в трубку для внутрішньовенного введення при опусканні контейнера з розчином

### Оцінювання
| Оцінка | Зовнішній вигляд шкіри                                                            | Набряк                                                                 | Шкіра при огляді     | Симптоми                                                                                        |
| ------ | --------------------------------------------------------------------------------- | ---------------------------------------------------------------------- | -------------------- | ----------------------------------------------------------------------------------------------- |
| 0      | Немає симптомів                                                                   | Немає симптомів                                                        | Немає симптомів      | Немає симптомів                                                                                 |
| 1.     | Шкіра побіліла                                                                    | Набряк < 1 дюйм у будь-якому напрямку                                  | Прохолодний на дотик | З болем або без                                                                                 |
| 2.     | Шкіра побіліла                                                                    | Набряк 1-6 дюймів у будь-якому напрямку                                | Прохолодний на дотик | З болем або без                                                                                 |
| 3.     | Шкіра бліда, напівпрозора                                                         | Великий набряк > 6 дюймів у будь-якому напрямку                        | Прохолодний на дотик | Біль легкого-помірного ступеня Можливе оніміння                                                 |
| 4.     | Шкіра бліда, напівпрозора Шкіра щільна, підтікає Шкіра знебарвлена, синці, набряк | Великий набряк > 6 дюймів у будь-якому напрямку Глибокий набряк тканин | Порушення кровообігу | Помірно-сильний біль Інфільтрація або будь-яка кількість продукту крові, подразник або везикант |

### Медсестринське лікування
Використання теплих компресів для лікування інфільтрації стало суперечливим. Було виявлено, що холодні компреси можуть бути кращими для деяких інфільтрованих інфузатів. Якщо інфільтрація з'явилася нещодавно і розчин був гіпертонічним або мав підвищений pH, можна накласти холодний компрес. Теплий компрес можна застосувати, якщо невелика кількість non-caustic розчину проникла протягом тривалого періоду або якщо розчин ізотонічний із нормальним рН.[джерело?]
Було також задокументовано, що підняття інфільтрованої кінцівки може бути болісним для пацієнта.[джерело?]
Щоб діяти в інтересах пацієнта, при інфільтрації після внутрішньовенного введення, проконсультуйтеся з лікарем щодо призначення компресів і підйому.